# بیست و دومین جشنواره بین‌المللی فیلم برلین
بیست و دومین جشنواره بین‌المللی فیلم برلین از ۲ تا ۱۳ تیرماه ۱۳۵۱ خورشیدی برابر با ۲۳ جون تا ۴ جولای ۱۹۷۲ برگزار شد. خرس طلایی به فیلم حکایت‌های کنتربری به کارگردانی پیر پائولو پازولینی اهدا شد.

## هیئت داوران
افراد زیر به عنوان عضو هیئت داوران جشنواره اعلام شدند:
- النور پری (Eleanor Perry) ، نویسنده و فیلمنامه‌نویس آمریکایی - رئیس هیئت داوران
- فریتز دروبیلیچ والدن (Fritz Walden)، نویسنده، روزنامه‌نگار و منتقد اتریشی -  نایب رئیس هیئت داوران
- تینتو براس ، فیلمساز ایتالیایی
- خولیو کُل ، فیلمساز اسپانیایی
- فرانسیس کوسن (Francis Cosne)، نویسنده و تهیه‌کننده فرانسوی
- هانس هلموت کرست (Hans Hellmut Kirst)، نویسنده آلمان غربی
- هربرت اوبرشرنینگکات (Herbert Oberscherningkat)، روزنامه نگار و تهیه کننده آلمان غربی
- یوکیچی شینادا (Yukichi Shinada)، منتقد سینمای ژاپنی
- ریتا تاشینگهم بازیگر بریتانیایی

## بخش‌های رسمی

### رقابت اصلی
فیلم‌های زیر برای دریافت جایزه خرس طلایی در رقابت بودند:
| شماره | عنوان فارسی                              | عنوان انگلیسی                                              | عنوان اصلی                                                 | کارگردان(ها)                | کشور                   |
| ----- | ---------------------------------------- | ---------------------------------------------------------- | ---------------------------------------------------------- | --------------------------- | ---------------------- |
| ۱     | خانه‌ای بدون مرز                          | A House Without Boundaries                                 | La casa sin fronteras                                      | پدرو اولئا                  | اسپانیا                |
| ۲     | شنود                                     | The hearing                                                | L'udienza                                                  | مارکو فرری                  | ایتالیا، فرانسه        |
| ۳     | بار در گذرگاه                            | The Bar at the Crossing                                    | Le Bar de la Fourche                                       | Alain Levent                | فرانسه                 |
| ۴     | اشک‌های تلخ پترا فون کانت                 | The Bitter Tears of Petra von Kant                         | Die bitteren Tränen der Petra von Kant                     | راینر ورنر فاسبیندر         | آلمان غربی             |
| ۵     | حکایت‌های کنتربری                         | The Canterbury Tales                                       | I racconti di Canterbury                                   | پیر پائولو پازولینی         | ایتالیا                |
| ۶     | بخش بسته                                 | Closed Ward                                                | Lukket avdeling                                            | Arnljot Berg                | نروژ                   |
| ۷     | زن بدجنس باید همه‌ی هویج‌ها را خودش می‌خورد | Da mußte die böse Frau die ganzen Mohrrüben selber fressen | Da mußte die böse Frau die ganzen Mohrrüben selber fressen | توماس کک                    | آلمان غربی             |
| ۸     | پرواز                                    | Flyaway                                                    | Flyaway                                                    | Robin Lehman                | انگلستان               |
| ۹     | همرسمیت بیرون است                        | Hammersmith Is Out                                         | Hammersmith Is Out                                         | پیتر یوستینف                | ایالات متحده           |
| ۱۰    | ماه عسل                                  | Honeymoon                                                  | Smekmånad                                                  | Claes Lundberg              | سوئد                   |
| ۱۱    | بیمارستان                                | The Hospital                                               | The Hospital                                               | آرتور هیلر                  | ایالات متحده           |
| ۱۲    | متهم در انتظار محاکمه                    | In Prison Awaiting Trial                                   | Detenuto in attesa di giudizio                             | نانی لوی                    | ایتالیا                |
| ۱۳    | ژوآو و چاقو                              | João and the Knife                                         | João e a faca                                              | جورج سلوزر                  | برزیل ، هلند           |
| ۱۴    | کارمند گم شده                            | The Missing Clerk                                          | Den forsvundne fuldmægtig                                  | Gert Fredholm               | دانمارک                |
| ۱۵    | نه روز، نه شب                            | Neither by Day nor by Night                                | לא ביום ולא בלילה                                          | استیون هیلیارد استرن        | اسرائیل ، ایالات متحده |
| ۱۶    | باید چیزی موسیقایی باشی!                 | Oh, to Be on the Bandwagon!                                | Man sku være noget ved musikken                            | هنینگ کارلسن                | دانمارک                |
| ۱۷    | پیردختر                                  | The Old Maid                                               | La Vieille Fille                                           | ژان پیر بلان                | فرانسه ، ایتالیا       |
| ۱۸    | المپیا- المپیا                           | Olympia - Olympia                                          | Olympia - Olympia                                          | Jochen Bauer                | آلمان غربی             |
| ۱۹    | دهکده سنگی                               | Oyster Village                                             | 석화촌                                                     | Jung Jin-woo                | کره جنوبی              |
| ۲۰    | تسخیر روح جوئل دلنی                      | The Possession of Joel Delaney                             | The Possession of Joel Delaney                             | وارث حسین                   | ایالات متحده           |
| ۲۱    | قرار ملاقات                              | The Rendezvous                                             | 約束                                                       | کویچی سایتو                 | ژاپن                   |
| ۲۲    | رشما و شیرا                              | Reshma and Shera                                           | रेशमा और शेरा                                                  | سونیل دات                   | هند                    |
| ۲۳    | غول خودخواه                              | The Selfish Giant                                          | The Selfish Giant                                          | Peter Sander                | کانادا                 |
| ۲۴    | ردپاهای یک دختر سیاه پوست                | Traces of a Black Haired Girl                              | Zdravko Randić                                             | Zdravko Randić              | یوگسلاوی               |
| ۲۵    | بر فراز قله                              | Top of the Heap                                            | Top of the Heap                                            | Christopher St. John        | ایالات متحده           |
| ۲۶    | سه تایی برای کتی و میلوش                 | Tri etide za Cathy i Miloša                                | Tri etide za Cathy i Miloša                                | جوزه پوگاچنیک               | یوگسلاوی               |
| ۲۷    | آخر هفته یک قهرمان                       | Weekend of a Champion                                      | Weekend of a Champion                                      | Frank Simon و رومن پولانسکی | انگلستان               |

## جوایز رسمی
جوایز زیر توسط هیئت داوران اعطا شد:

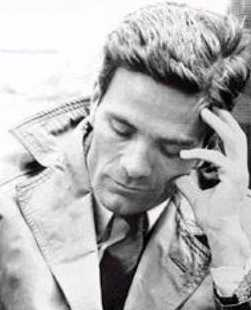
پیر پائولو پازولینی، برنده خرس طلایی در برلیناله ۱۹۷۲

- خرس طلایی: برای فیلم حکایت‌های کنتربری به پیر پائولو پاسولینی
- خرس نقره‌ای بهترین کارگردان: به ژان پیر بلان برای فیلم پیردختر
- خرس نقره‌ای بهترین بازیگر زن: به الیزابت تیلور برای فیلم هَمِرسمیت بیرون است
- خرس نقره‌ای بهترین بازیگر مرد: به آلبرتو سوردی برای فیلم «متهم در انتظار محاکمه»
- خرس نقره‌ای برای یک عمر دستاورد هنری برجسته: به پیتر یوستینف کارگردان هَمِرسمیت بیرون است
- خرس نقره‌ای جایزه بزرگ هیئت داوران: برای فیلم بیمارستان به آرتور هیلر

### جوایز فیلم کوتاه[۲]
- خرس طلایی بهترین فیلم کوتاه: به فیلم پرواز (Flyaway) به Robin Lehman از انگلستان
- خرس نقره‌ای هیئت داوران برای بهترین فیلم کوتاه: به فیلم «سه تایی برای کتی و میلوش» (Tri etide za Cathy i Miloša) به کارگردانی جوزه پوگاچنیک از یوگسلاوی
- خرس نقره‌ای هیئت داوران برای بهترین فیلم کوتاه: به فیلم انیمیشن «غول خودخواه» به کارگردانی Peter Sander از کانادا

### تقدیر ویژه در بخش فیلمهای مستند
- المپیا- المپیا از آلمان غربی
- آخر هفته یک قهرمان (Weekend of a Champion) از انگلستان

جوایز جنبی که توسط دیگر سازمان‌ها یا در فروم‌های جانبی اعطا شدند:

## جایزه اینترفیلم (INTERFILM)
فیلم‌های برگزیده و فیلم‌های توصیه شده و تحسین‌شده‌ای که در بخش اینترفیلم، سازمان بین‌المللی فیلم بین‌کلیسایی (به انگلیسی: International Interchurch Film Organization) توسط هیئت داورانی جداگانه از بخش اصلی انتخاب شدند، به شرح زیر بودند:

### برنده‌ی جایزه بزرگاینترفیلم[الف]
1. سفید (به فرانسوی: Blanche) به کارگردانی والرین بروفچیک از فرانسه

### برندگان جایزه هیئت داوران اینترفیلم (فروم سینمای نو)[ب]
1. The Canisards یا The French Calvinists (به فرانسوی: Les Camisards) به کارگردانی René Allio
2. پستچی به کارگردانی داریوش مهرجویی از ایران

### برندگان جایزه فیلم‌های تحسین‌شده اینترفیلم (فروم سینمای نو)[پ]
1. زندگی فامیلی (به انگلیسی: family Life) به کارگردانی کن لوچ محصول انگستان
2. رُزا و لین (Rosa and Lin) (به آلمانی: Rosa und Lin) به کارگردانی Klaus Emmerich محصول آلمان غربی
3. مادر عزیزم، من خوبم (Dear Mother, I'm All Right) (به آلمانی: Liebe Mutter, mir geht es gut)
4. فیلم مستند سرباز زمستان (به انگلیسی: WINTER SOLDIER) به کارگردانی گروهی از کارگردانان محصول ایالات متحده آمریکا
5. ضربه در برابر ضربه (Blow for Blow) (به فرانسوی: Coup pour coup) به کارگردانی مارین کارمیتز محصول فرانسه
6. سائو برناردو (به پرتغالی: São Bernardo) به کارگردانی Leon Hirszman محصول برزیل
7. سن‌میکله یک خروس داشت (به ایتالیایی: San Michele aveva un gallo) به کارگردانی برادران تاویانی محصول ایتالیا

### برندگان جایزه اینترفیلم - جایزه Otto Dibelius
1. فیلم کوتاه «زن بدجنس باید همه‌ی هویج‌ها را خودش می‌خورد» (به آلمانی: Da mußte die böse Frau die ganzen Mohrrüben selber fressen) به کارگردانی توماس کک محصول آلمان غربی
2. فیلم کوتاه بخش بسته (Closed Ward) (به نروژی: Da mußte die böse Frau die ganzen Mohrrüben selber fressen) Arnljot Berg محصول نروژ (در بخش رقابت فیلم های کوتاه)

## جایزهOCIC
فیلم‌های برگزیده و فیلم‌های توصیه شده و تحسین‌شده‌ای که در بخش OCIC، سازمان بین‌المللی کاتولیک سینما و سمعی-بصری (به فرانسوی: Organisation catholique internationale du cinéma et de l'audiovisuel) توسط هیئت داورانی جداگانه از بخش اصلی انتخاب شدند، به شرح زیر بودند:

### برندگان جایزه‌ی OCIC
1. از فیلم‌های بخش مسابقه کارمند گم شده (The Missing Clerk) (به دانمارکی: Den forsvundne fuldmægtig) به کارگردانی Gert Fredholm محصول دانمارک
2. از فروم فیلم نو فیلم مستند شبی در سن خوان (The Night of San Juan و The courage of the people) (به اسپانیایی: El coraje del pueblo) به کارگردانی خورخه سانخینِز محصول بولیوی و ایتالیا

### برندگان جایزه‌ی فیلم‌های تحسین شده OCIC از فیلم‌های بخش مسابقه
1. فیلم بیمارستان به کارگردانی آرتور هیلر محصول ایالات متحده آمریکا
2. فیلم پیردختر (به فرانسوی: La Vieille Fille) به کارگردانی ژان پیر بلان محصول فرانسه و ایتالیا

### برندگان جایزه‌ی فیلم‌های تحسین شده OCIC (فروم فیلم نو)[ت]
1. فیلم مستند مردم به پا می‌خیزند (به انگلیسی: The people are rising) (به انگلیسی: El pueblo se levanta) (نام جشنواره: Young Lords) به کارگردانی کانون نیوزریل[ث] محصول ایالات متحده
2. فیلم زندگی فامیلی (به انگلیسی: family Life)  به کارگردانی کن لوچ محصول انگستان
3. فیلم گاو به کارگردانی داریوش مهرجویی محصول ایران
4. فیلم اِمیتای (خدای جنگ) (به فرانسوی: Emitaï) https://en.wikipedia.org/wiki/Emita%C3%AF به کارگردانی عثمان سمبن محصول سنگال
5. فیلم روزهای آب (The Days of Water) (به اسپانیایی: Los días del agua) به کارگردانی Manuel Octavio Gómez محصول کوبا
6. The Canisards یا The French Calvinists (به فرانسوی: Les Camisards) به کارگردانی René Allio

## جایزه فیپرِشی
فیلم‌های برگزیده فدراسیون بین‌المللی منتقدان فیلم (به‌ اختصار فیپرِشی: FIPRESCI) به شرح زیر بودند:
1. فیلم ملاقات (به انگلیسی: The hearing و Papal Audience) (به ایتالیایی: L'udienza) به کارگردانی مارکو فِرِری محصول ایتالیا و فرانسه (از فیلم‌های بخش مسابقه)
2. فیلم زندگی فامیلی (به انگلیسی: family Life)  به کارگردانی کن لوچ محصول انگستان (از فروم فیلم نو)

## جایزه .C.I.D.A.L.C
فیلم‌های برگزیده کمیته بین المللی اشاعه هنر و ادبیات از طریق سینما (به‌ اختصار .C.I.D.A.L.C) به شرح زیر بودند
1. فیلم نه روز، نه شب (به انگلیسی: Neither by Day nor by Night) به کارگردانی استیون هیلیارد استرن، محصول اسرائیل و ایالات متحده
2. تقدیر ویژه[چ] از فیلم پیردختر (به فرانسوی: La Vieille Fille) به کارگردانی ژان پیر بلان محصول فرانسه و ایتالیا

## پلاک طلایی IWG
فیلم‌ برگزیده اتحادیه بین‌المللی انجمن‌های نویسندگان (به‌ اختصار IAWG) برای دریافت پلاک طلایی IWG به شرح زیر بودند
1. فیلم نه روز، نه شب (به انگلیسی: Neither by Day nor by Night) به کارگردانی استیون هیلیارد استرن، محصول اسرائیل و ایالات متحده